# Caravonica (Queensland)
Caravonica è un sobborgo di Cairns, Queensland, Australia. Ha una popolazione di 1 989 abitanti.